# Plateaus Regeln

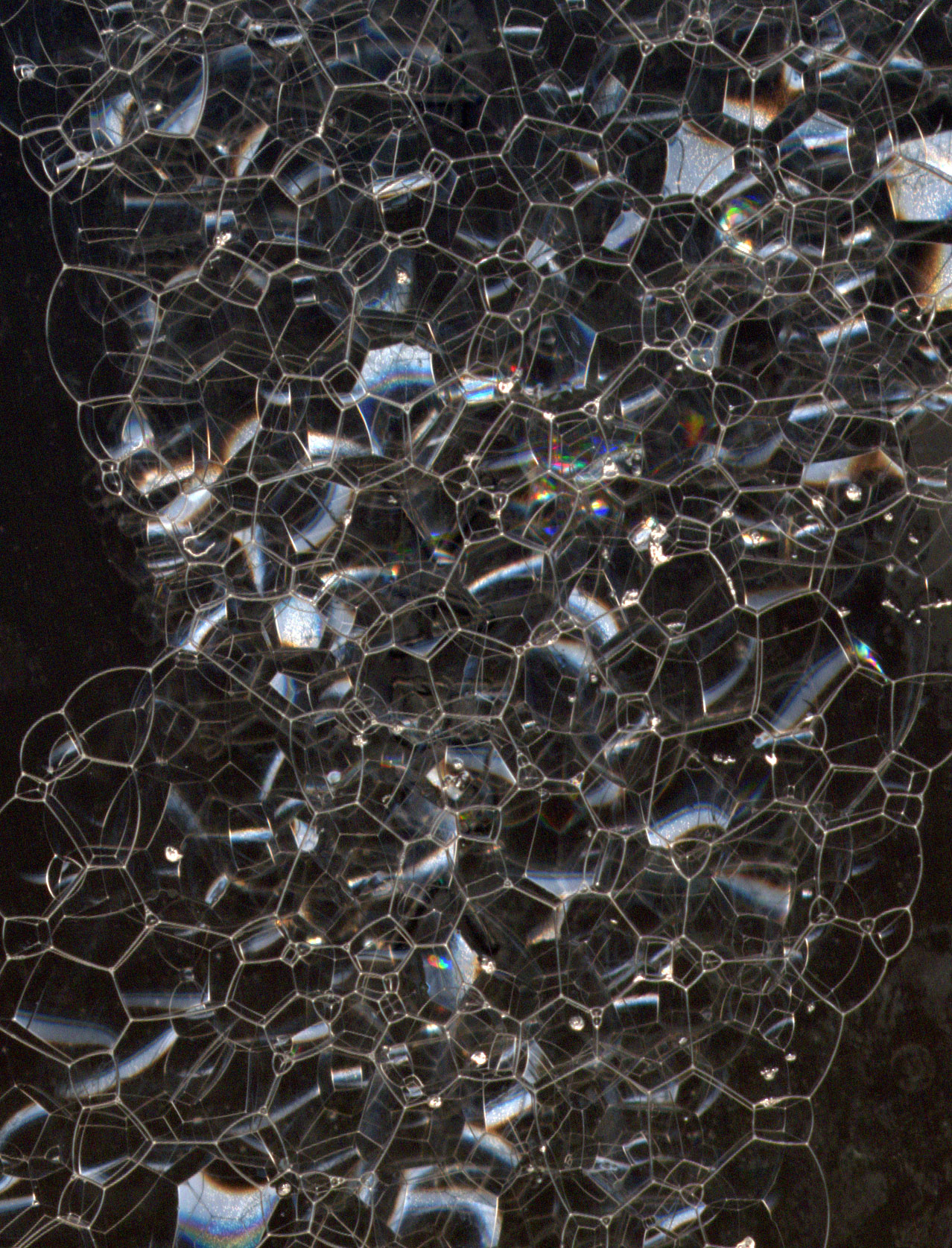
Seifenblasen im Schaum

Plateaus Regeln beschreiben die Struktur von Seifenblasen in Schaum. Diese Regeln wurden im 19. Jahrhundert vom belgischen Physiker Joseph Plateau aufgrund seiner experimentellen Beobachtungen aufgestellt.
Plateaus Regeln besagen:
1. In einer Kante des Schaumes treffen immer drei Flächen der Seifenblasen in einem Winkel von 120° aufeinander und bilden so eine Plateau-Kante.
2. An einem Knoten treffen jeweils vier Plateau-Kanten unter einem Winkel von etwa 109° 28′ 16″ (dem Tetraederwinkel {\displaystyle \arccos {\left(-{\tfrac {1}{3}}\right)}\simeq 109,4712^{\circ }}) aufeinander.

Anordnungen von Seifenblasen, die nicht Plateaus Regeln entsprechen, sind instabil. Der Schaum tendiert dazu, sich umzugestalten, um den Regeln zu entsprechen.